# Генріх I (герцог Брабанту)
Ге́нріх I Сміли́вий (*Henri Ier le Courageux, 1165 — 5 вересня 1235) — 1-й герцог Брабанту в 1183—1235 роках, герцог Нижньої Лотарингії в 1190—1235 роках.

## Життєпис

### Молоді роки
Походив з Лувенського дому, гілки Регінаридів (згодом відомого як Брабантськи). Старший син Готфріда III, графа Лувенського і ландграфа Брабантського, та Маргарити Лімбурзької. Народився 1165 року. У 1179 році Генріха було посвячено в лицарі. Того ж року він одружився з донькою Мат'є, графа Булоні, яка була також онукою англійського короля Стефана I. Тоді ж отримав від батька графство Брюссельське.
У 1182—1184 роках був регентом родинних володінь під час відсутності батька, що здійснив прощу до Єрусалима. У 1182 року вступив у конфлікт з Філіппом Фландрським, який також претендував на регентство. 1183 році Генріх прийняв титул герцога Брабанту.

### Правління

#### Війна з Лооном
У 1185 році після смерті батька успадкував владу над Брабантом, маркграфством Антверпен. У 1189 році почав військові дії проти своїх сусідів. Приводом стала продаж Жерару II, графу Лоон піклування над Сент-Трейденом, що раніше входило в посаг матері Генріха I. На чолі війська у 700 вершників і 6 тисяч піхотинців Генріх Брабантський атакував Лоон і взяв в облогу Сент-Трейден. У відповідь Бодуен V, граф Ено, атакував Брабант і Генріху I довелося терміново зняти облогу. За посередництва Філіппа Фландрського (стрийка дружини Генріха I) було укладено договір, за яким граф Лоон зобов'язався виплатити 800 марок сріблом і поки ця сума не сплачена повністю, визнати спільне з Генріхом Брабантським володіння Сент-Трейденом.
У 1190 році імператор Генріх VI офіційно визнав титул герцога Брабанту і надав Генріху I титул герцога Нижньої Лотарингії. До 1191 році Генріх I також уклав мир зі стрийком Генріхом III, герцогом Лімбургу, за яким до Брабанту відходили алоди в Арлоні і Ґерцогенраті.

#### Боротьба за Льєж
Водночас у боротьбі Вельфов і Гогенштауфенів Генріх I постійно маневрував залежно від політичної ситуації. У 1191 році після смерті Рауля Церінгена, єпископа Льєзького, герцог Брабант втрутився в обрання нового очільника єпархії. За підтримки Генріха I новим єпископом став його брат Альбрехт. Втім, частину капітулу підтримала Альбрехта Ретельського, родича графа Ено та імператора Священної Римської імперії.
На початку 1192 році імператор Генріх VI оголосив, що, зважаючи на розбіжності в ході виборів, право призначення єпископа перейшло до нього по праву сюзерена, а він призначив Льєзьким єпископом каноніка Лотаря Гохстаденського.
У відповідь на рішення імператора Альбрехт Брабантський вирушив до Риму, де папа римський Целестин III підтвердив його обрання єпископом, висвятив на диякона й призначив кардиналом і відправив до Вільгельма, архієпископа Реймса, який 19 вересня 1192 року висвятив Альбрехта в священники, а наступного дня — в єпископи. Коли 24 листопада того ж року єпископ Альбрехт повертався до Льєжа, на нього напали вояки імператора й вбили його.
У відповідь на вбивство брата на початку 1193 Генріх I сплюндрував володіння графа Дітриха Гохштаденського, брата Лотаря. Слідом за цим створив коаліцію, спрямовану проти імператора. Перемир'я було досягнуто лише у травні 1193 року.

#### Хрестоносець
За домовленістю з імператором герцог Брабанту повинен був взяти участь у новому хрестовому поході. До 1197 року Генріху I вдалося встановити мир з графствами Фландрією, Гельдерном і герцогством Лімбург, що дозволило у 1197 році приєднатися до військ імператора Священної Римської імперії. Попри смерть останнього того ж року, герцог Брабантський рушив до Палестини.
Брав участь у захоплені міст Бейрут і Сідон, облозі фортеці Торон. В Єрусалимі він дізнався про смерть короля Генріха Шампанського, тому Генріх Брабантський повернувся до Акри, де виконував повноваження регента до прибуття нового короля Аморі II. Невдовзі через боротьбу за імператорський трон у Німеччині основні війська вирішили повернутися на батьківщину. З ними повернувся і Генріх I.

#### Розширення володінь
Спрямував зусилля на розширення володінь між річками Шельда і Рейн, контроль над торговим шляхом з Брюгге до Кельна. Водночас вирішив спиратися на міста, які завдяки торгівлі розбудовувалися. При цьому надавав статус міста новим великим поселенням — Гертогенбосу, Ландену, Жодоні.
У 1198 році підтримав Оттон IV Вельфа, який став королем Німеччини. Завдяки герцогу Брабанту останній мав значну підтримку в західних областях Німеччини. 1199 року запобіг коронації в Аахені Філіппа Гогенштауфена. Потім герцог Брабанту зміг перетягнути на бік Вельфів Дірка VII, графа Голландії, та Оттона I, графа Гельдерна.
Втім, внаслідок успіхів Філіппа II Августа, короля Франції, у війні проти Англії, яка була союзницею імператора, та з огляду на успішні дії Філіппа Гогенштауфена, у 1204 році Генріх Брабантський перейшов на бік останнього. У відповідь отримав підтвердження свого герцогського титулу та володіння містами Маастрихт (спільно з єпископом льєзьким) і Неймеген, опікою аббаства в місті Нівель і патронат над капітулом собору Святого Серватія. 1205 року Генріх I надав васальну присягу королю Франції. Натомість отримав щорічну субсидію у 200 марок сріблом.
У 1208 році після вбивства короля Німеччини Філіппа, Генріх I Брабантський перейшов на бік Оттона Вельфа, який визнається імператором Священної Римської імперії. У 1210 році імператора було відлучено від церкви, що спричинило внутрішні сум'яття в Німеччині. Цим вирішив скористатися герцог Брабанту, оскільки Гуго де П'єррпон, єпископ Льєжа, перейшов на бік Гогенштауфенів. Генріх Брабантський отримав дозвіл приборкати єпископа. У 1212 році до цього додалося боротьба за спадок графа Генріха Моаського, який заповів володіння єпископству. 3 травня 1212 року війська Брабанту захопили Льєж.
У розпал боротьби помирає перша дружина Генріха I. Разом з тим У 1211 році Генріх I видав для Левена закони, що регулювали питання торгівлі й кримінальних покарань, у 1213 році — заснував 8-денний ярмарок у місті Заутлеу.
У квітні 1213 року одружився з донькою французького короля Філіпа II Августа, перейшовши на бік Гогенштауфенів. Разом з тим продовжив бойові дії проти льезького єпископа та його союзників. Але 13 жовтня 1213 року брабантські війська зазнали нищівної поразки в битві рівнині Степпес. В результаті ворог вдерся до Брабанту, а Генріху I у 1214 році довелося на колінах просити єпископа Гуго де П'єррпон про зняття з нього відлучення від церкви.
Відповіддю на це публічне приниження став перехід герцога Брабанту на бік Вельфів, закріплений шлюбом доньки Генріха з імператором Оттоном IV у травні 1214 року. Того ж року Генріх I Брабантський брав участь у битві при Бувіні проти короля Франції. Після перемоги останнього, правитель Брабанту перейшов на бік Франції та Гогенштауфенів. У 1217 році доєднався до П'ятого хрестового походу.
Повернувшись на батьківщину в 1218 році, Генріх I знову приніс оммаж французькому королю, отримавши від нього визнання своїх прав на Маастрихт. Того ж року спільно з Енгельбертом I фон Бергом, архієпископом Кельна, до 1220 року успішно воював проти коаліції Лімбурга, Клеве і Юліха.

#### Останні роки
У 1221 році герцог надав статус міста Геренталсу, 1222 року зрівняв у правах мешканців міста Вавра і Левена. B 1224 році він звільнив від податків жителів Бюнсвейка в обмін на зобов'язання використовувати його герб під час військових дій. У 1226 році наказав розпочати перебудову Брюссельського собору. У 1229 році хартію з кримінальних покарань надав Брюсселю. Того ж року остаточно відмовився від графства Моа на користь Льєзького єпископства.
1232 року статус міста надано Ейндховену. У 1235 році Генріх супроводжував до Майнца наречену імператора Фрідріха II — Ізабеллу Плантагенет. 5 вересня, на зворотному шляху, він захворів і помер у Кельні. Похований у Церква святого Петра в Левені.

## Родина
1. Дружина — Матильда, донька Мат'є Ельзаського, графа Булоні.
Діти:
- Марія (1190—1260), дружина: 1) Оттона IV Вельфа, імператора Священної Римської імперії; 2) Вільгельма I, графа Голландії
- Аделаїда (1190—1265), дружина: 1) Арнольда III, графа Лоона; 2) вільгельма X, графа Оверні; 3) Арнольда де Весемаля, маршала Брабантського
- Маргарет (1192—1231), дружина Герхарда III, графа Гельдерна
- Матильда (1200—1267), дружина: 1) Генріха IV Вельфа, пфальцграфа Рейнського; 2) Флориса IV, графа Голландії
- Генріх (1207–1248), 2-й герцог Брабанту
- Готфрід (1209—1254), сеньйор Гасбек

2. Дружина — Марія, донька Філіппа II Августа, короля Франції.
Діти:
- Єлизавета (д/н — 1272), дружина: 1) Дітриха Клевського, сеньйора Діслакена; 2) Герхарда II, графа Вассенберга
- Марія